# Alpy Kamnickie

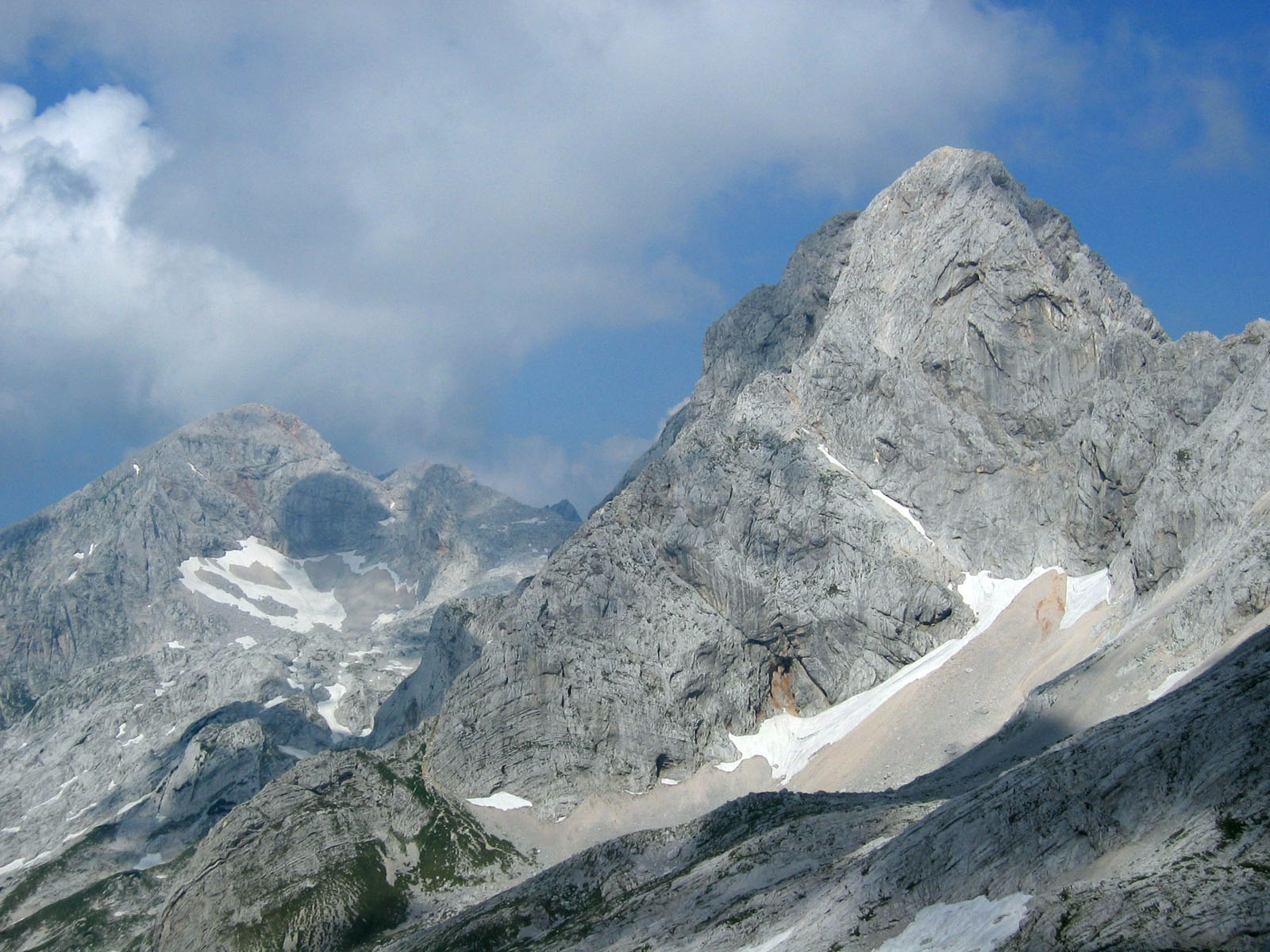
W tle po lewej najwyższy szczyt Alp Kamnickich – Grintovec (2558 m n.p.m.). Na pierwszym planie Skuta (2532 m n.p.m.)

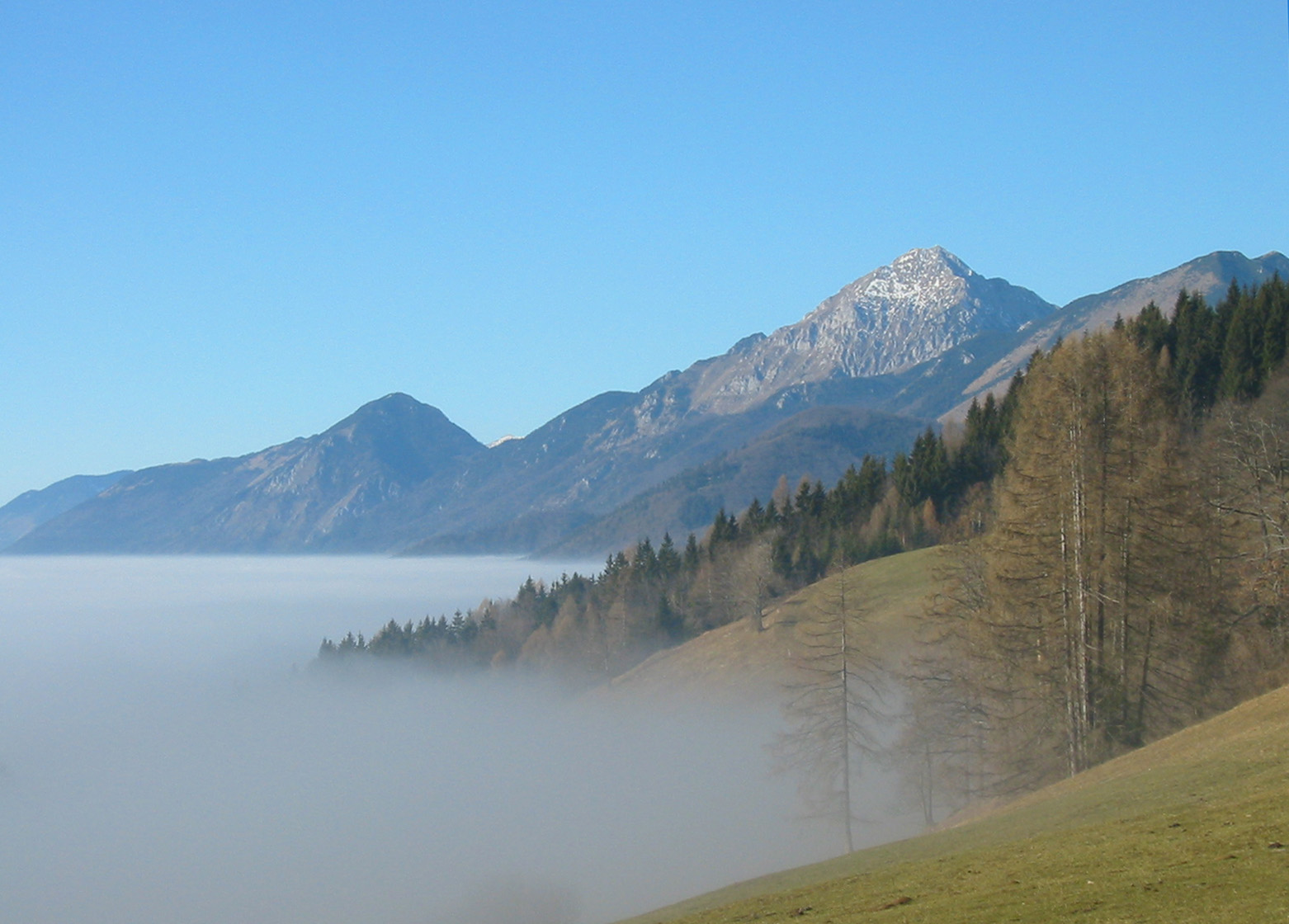
Alpy Kamnickie

Alpy Kamnickie (słoweń. Kamniško-Savinjske Alpe, niem. Steiner Alpen) – część Południowych Alp Wapiennych w Słowenii, między dolinami górnej Sawy i Savinji.
Alpy Kamnickie są najbardziej na wschód wysuniętym łańcuchem Alp Wschodnich. Zajmują obszar ok. 900 km kwadratowych. W budowie podobne są do Alp Karnickich i Alp Julijskich – strome, poszarpane, z prawie pionowymi północnymi zboczami i łagodniejszymi południowymi.
Najwyższy szczyt to Grintovec (2558 m n.p.m.).
Inne ważne szczyty to:
- Jezerska Kočna (2540 m),
- Skuta (2532 m),
- Dolgi Hrbet (2473 m),
- Rinka (2453 m),
- Planjava (2394 m),
- Ojstrica (2350 m),
- Brana (2253 m),
- Turska Gora (2251 m),
- Kalski Greben (2224 m),
- Mrzla Gora (2203 m),
- Storžič (2132 m),
- Raduha (2062 m).